# Pułk Spadochroniarzy Arditi „Folgore”
Pułk Spadochroniarzy Arditi „Folgore” (wł. Reggimento Arditi Paracadutisti „Folgore”) – jednostka wojskowa Aeronautica Nazionale Repubblicana pod koniec II wojny światowej.

## Historia
Pułk został sformowany w kwietniu 1944. Składał się z I batalionu „Folgore” i II batalionu „Nembo”, pochodzących z rozformowanej Grupy Bojowej Spadochroniarzy w Spoleto oraz III batalionu „Azzuro”, istniejącego wcześniej w ramach Sił Lotniczych RSI. Liczył ok. 1,8 tys. ludzi. Na jego czele stanął mjr Mario Rizzatto. Pod koniec maja większość spadochroniarzy została wysłana na południe w rejon Spoleto. Stanowili rezerwę niemieckiego I Korpusu Spadochronowego gen. Alfreda Schlemma. Pułk był podzielony na bataliony, które w razie zagrożenia wojsk niemieckich miały stopniowo wchodzić do walki. I i II bataliony rozmieszczono w okolicy Laurentina el'Ardeatina na tyłach niemieckiej 4 Dywizji Spadochronowej, zaś III batalion pomiędzy Pavona i Cecchina. 30 maja nastąpił pierwszy kontakt bojowy Włochów z oddziałami alianckimi. Początkowo alianci nie mogli uwierzyć, że Włosi walczą przeciwko nim. 1 czerwca pułk toczył ciężkie walki w rejonie Ardea-Nettunense-Pratica di Mare, zaś następnego dnia w rejonie Castel Porziano-Casale Capocotta-Acilia. 3 czerwca  rozbita została 7 kompania II batalionu „Nembo”. Wieczorem pułk wyznaczono do obrony przed brytyjskimi 1 i 5 Dywizjami Piechoty w rejonie Castel Porziano ad Acilia-Castel di Decima a Malpasso. Następnego dnia doszło do kolejnych ciężkich walk, w wyniku których pułk poturbowany dodatkowo bombardowaniami z powietrza został zmuszony do odwrotu. Podczas niego zginął mjr M. Rizzatto, atakując oddział brytyjskich czołgów. Dowództwo pułku przejął kpt. Edoardo Sala. Następnie Włosi otrzymali zadanie osłaniania odwrotu wojsk niemieckich z przełamanej przez aliantów Linii Gustawa. Zasłużyła się wówczas 10 kompania III batalionu „Azzuro”, odpierając liczne ataki nieprzyjacielskie. Resztkom pułku udało się wycofać do Rzymu. Łączne straty pułku wyniosły 82 zabitych, 148 rannych i 450 zaginionych. Wielu spadochroniarzy zostało odznaczonych medalami wojskowymi niemieckimi i włoskimi. W lipcu 1944 r. w Spoleto pułk został odbudowany. Na jego czele stanął płk Edvino Delmas. W sierpniu pułk wysłano do Turynu. Następnie rozmieszczono go w rejonie Ciriè, potem Courmayeur i Aosta. W grudniu trafił w Alpy. W styczniu 1945 r. nowym dowódcą został mjr E. Sala. Włosi poddali się 5 maja w Saint Vincent Amerykanom.